# Американська спілка захисту громадянських свобод
Американська спілка захисту громадянських свобод (англ. American Civil Liberties Union, ACLU) — американська некомерційна організація, метою якої є «захист та охорона особистих прав та свобод, гарантованих кожній людині в цій країні конституцією та законом Сполучених Штатів». Станом на липень 2018 року ACLU працює через судові процеси та лобіювання і налічує понад 1,8 мільйонів членів, а його річний бюджет становить понад 300 мільйонів доларів. Філії ACLU діють в усіх 50 штатах, окрузі Колумбія та Пуерто-Рико. Головний офіс спілки розташований на Мангеттені в Нью-Йорку. Діяльність організації спрямовано головним чином на участь в судових процесах, законотворчість та здійснення освітніх програм.
Окрім представництва осіб та організацій у судових процесах, ACLU лобіює політичні позиції, визначені її радою директорів. Поточні позиції ACLU включають протидію смертній карі; підтримку одностатевих шлюбів та права ЛГБТ-людей на усиновлення; підтримку репродуктивних прав, таких як контрацепція та права на аборт; ліквідацію дискримінації жінок, меншин та ЛГБТ; декарцерізацію; захист житлових та трудових прав ветеранів; реформування реєстру сексуальних злочинців; захист житлових та трудових прав засуджених, які вперше скоїли злочин; підтримка прав ув'язнених та протидія тортурам; відстоювання відокремлення церкви від держави шляхом протидії наданню урядом переваг релігії над нерелігійними поглядами або певним конфесіям над іншими.
Організація забезпечує юридичну допомогу в судових процесах, результат яких міг би, на думку ACLU, призвести до утиску громадянських прав і свобод. ACLU в змозі представляти сторони судового процесу безпосередньо або ж забезпечує консультативну допомогу. Низка судових рішень у процесах, до яких була залучена ACLU, призвела до змін у конституційному праві США.

## Історія
Американська спілка захисту громадянських свобод заснована 1920 року Крістал Істмен та Роджером Болдвіном.
У 1932—1954 роках спілку очолював Корлісс Ламонт.
За офіційним повідомленням ACLU, станом на кінець 2005 року спілка нараховувала понад 500 тисяч членів. Збір коштів та членство різко зросли після президентських виборів 2016 року, а кількість членів ACLU у 2018 році становила 1,84 мільйон.